# Emil Ciocoiu
Emil Ciocoiu, né le 13 septembre 1948 à Șasa non loin de Târgu Jiu dans le județ de Gorj en Roumanie et mort le 1er août 2020, est un peintre et photographe roumain.

## Biographie

### Des débuts prometteurs

#### Des études réussies
Après avoir étudié au collège national Tudor Vladimirescu de Târgu Jiu où il sera diplômé en 1966, Emil Ciocoiu étudie les beaux-arts à l’Académie des Arts Nicolae Grigorescu de Bucarest, de 1968 à 1974 où son professeur est Gheorghe Saru. 
En 1972, Emil Ciocoiu remporte le prix « Musée 2000 » au Luxembourg, et en 1975, la ville de Bucarest lui accorde la bourse Theodor Aman.
En 1976, il devient membre de l’Union des Artistes roumains.

#### Le refuge en Allemagne
En 1980, alors que la Roumanie est dirigée par Nicolae Ceaușescu, Emil Ciocoiu quitte son pays natal pour avoir une plus grande liberté de création. Il motive sa décision en déclarant lors d'une interview : « J'ai quitté la Roumanie parce que je manquais de liberté de mouvement et de recherche. Un artiste complexe ne peut pas vivre sans voir la Chapelle Sixtine ou le Louvre. ».
Emil Ciocoiu s’installe à Aix-la-Chapelle, en Allemagne, où il travaille dans son propre atelier, et où il sera membre de l’Union des Artistes allemands dès 1983.
Son premier cycle en Allemagne est celui des « plaines infinies » (Campiile infinite) période dans laquelle selon Emil Ciocoiu, son œuvre semble « chercher la lumière dans une perspective de fuite ». Une des œuvres impressionnantes de ce cycle est bleu infini (Nesfarsit albastru) peinte en 1983.

#### Début de la reconnaissance
De 1994 à 2000, ses œuvres sont exposées au Salon des indépendants à Paris, et en 1997 le Parlement européen organise une exposition des tableaux d'Emil Ciocoiu
. En 2002, une exposition est organisée dans la principauté de Monaco.
En 2001, il est le sujet d'un épisode de la série de documentaires sur les exilés roumains, intitulé Mémoire de l'exil roumain.

### Un artiste exposé dans les musées de son vivant
Au cours de l'année 2008, une exposition itinérante des œuvres d'Emil Ciocoiu intitulée Pictor printre stele se déroule en Roumanie, où les tableaux du maître ont été visibles dans le musée d'art de Craiova,, dans la galerie Galateca situé dans la bibliothèque centrale universitaire de Bucarest et le musée des Beaux-Arts de Cluj.
Certains tableaux de Emil Ciocoiu sont conservés au Muzeul Județean de Istorie Ialomița ou Musée d'histoire de Ialomița.

### Un artiste engagé

#### Un patriote roumain
Emil Ciocoiu commence à avoir une certaine reconnaissance de son Art, et la met à profit pour contribuer au rayonnement culturel de la Roumanie dans le monde. 
En 2002, année où la Roumanie a adhéré au Traité de l'Atlantique nord, Emil Ciocoiu a fait une exposition au quartier général de l'OTAN à Bruxelles avec des tableaux comme Rue de New-York, Rue de Bruxelles, Rue à Aachen, etc. Et en 2006, avant que la Roumanie ne rejoigne l'Union européenne, Emil Ciocoiu a de nouveau exposé ses œuvres au Berlaymont, le siège de la Commission européenne à Bruxelles. 
Le 28 octobre 2008, s'est déroulé à Paris, à l'Institut culturel roumain de Paris, le vernissage d'une exposition consacréée à la peinture contemporaine roumaine, baptisée Rétrospective de peinture roumaine du 30 octobre au 22 novembre 2008, sous le patronage de l'ambassade de Roumanie en France et l'Institut culturel roumain de Paris. Cette manifestation organisée par la fondation Taylor et l'association « Soleil de l’Est » a réuni 43 peintres contemporains roumains dont Emil Ciocoiu.
En 2010, du 18 mars au 20 juillet, l'ambassade de Roumanie à Berlin a organisé une exposition des œuvres de Emil Ciocoiu, et du 25 septembre au 5 novembre 2010, le casino de Sinaia a organisé une exposition des œuvres de Emil Ciocoiu dans sa galerie royale.
Du 8 au 12 septembre 2010, lors du festival Zarva organisé dans la ville de Vaals en Hollande, étaient réunis de nombreux artistes roumains comme les peintres Emil Ciocoiu, Mihai Gavril et Paraschiva Galusca, les musiciens Lucian Leonard Raiciof, Karina Șabac, George Enescu et Anatol Vieru, le sculpteur Dinu Radulescu et la plasticienne et pianiste Lena Vieru Conta.

#### Thème de la paix
Selon Carmen Dragan, « un autre thème favori d'Emil Ciocoiu est celui de la paix » et « les œuvres intitulés Judaïsme, Christianisme, Islamisme et Bouddhisme [...] sont dirigées vers un axe de lumière qui se croise symbolisant la compréhension entre les peuples. »

## Œuvres
Voici une liste non exhaustive des œuvres d'Emil Ciocoiu :
- La ville (1973), tableau
- Fishermen at Gura Portitei (1975), huile sur toile
- Hiver (1975), tableau
- Peisaj din Babadag (1975), huile sur toile
- Nature morte avec un pot jaune (1976), huile sur carton.
- Nature statique (1979), huile sur toile
- Winterlandschaft in Strassburg (1979), huile sur toile
- Bleu infini (1983)
- Christianisme (1990)
- Judaïsme (1990)
- Islamisme
- Bouddhisme
- Camino in blu (1991)
- Canzone d'invierno (1991)
- Rue à New York (1993)
- La trilogie picturale « Chanson de l’eau » (1992-1994) Commentaire d'Emil Ciocoiu à propos de cette œuvre : « Cette trilogie commence par « Aurore » - lever de soleil sur la mer, se poursuit par « Phénix » et s’achève par une « Symphonie nocturne ». Il s’agit du retour à la vie de cet oiseau mythique qui arrive à renaître de ses cendres. Or, c’est justement ce côté constructif qui a suscité mon intérêt, au détriment de l’idée de destruction. J’ai fait de l’eau le principal leitmotiv qui irrigue pour ainsi dire la trilogie entière. J’insiste donc sur la force de l’eau, très importante pour un artiste comme moi qui vit à Aix-la-Chapelle, dont le nom romain « Aquisgranum » renvoie justement au mot « aqua », eau en latin… C’est une localité arrosée par des eaux thermales aux effets curatifs… Mais ce n’est pas que le nom de la ville qui m’a poussé à créer une trilogie consacrée à l’eau. Personnellement, j’adore la mer et j’ai essayé de transposer sur toile le sentiment que l’on a au petit matin, quand on regarde la mer ou encore le soir, lorsque le soleil se couche.[18]»
- Gente cosmo (1996)
- Romanico (1996)
- Énergie (1999)
- Colonne de feu (2002)
- Inizio (2002)
- Constellation de l'amour (2002)
- Rapsodie cosmique (2005)
- Duomo (2006)
- Éternité (2007)
- Rue de Rome (2007), estampe
- Baltique by night (2007), huile sur toile
- Nesfarsit in rosu, huile sur toile
- Buna dimineata Manhattan, photographie

## Prix et récompenses
- Musée 2000 à Luxembourg (1972)
- Bourse Theodor Aman (1975)